# Liste der Einträge im National Register of Historic Places im Bedford County (Tennessee)

Lage des Bedford County in Tennessee

Die Liste der Einträge im National Register of Historic Places im Bedford County in Tennessee führt alle Bauwerke und historischen Stätten im Bedford County auf, die in das National Register of Historic Places aufgenommen wurden.

## Legende
| NRHP | Historic Place    |
| HD   | Historic District |

## Aktuelle Einträge
| [ 2 ] | Name                                            | Bild                                            | Eintragsdatum        | Lage | Ort                         | Beschreibung                                                                                                |
| ----- | ----------------------------------------------- | ----------------------------------------------- | -------------------- | --- | --------------------------- | --- |
| 0     | Bedford County Jail                             | Bedford County Jail                             | 1975 ID-Nr. 75001728 | North Spring Street Ecke Jackson Street 35° 29′ 4″ N, 86° 27′ 38″ W | Shelbyville                 | 1866 errichtetes Countygefängnis; 1892 erweitert                                                            |
| 2     | Bell Buckle Historic District                   | Bell Buckle Historic District                   | 1976 ID-Nr. 76001762 | Einzelne Gebäude zwischen Webb Road, Abernathy Street, Maple Street, Cumberland Street und Church Street 35° 35′ 24″ N, 86° 21′ 0″ W                                                                   | Bell Buckle                 | 28 im Italianate-Stil errichtete Gebäude                                                                    |
| 3     | Brame-Reed House                                |                                                 | 1998 ID-Nr. 97001671 | 1550 TN 64, West 35° 27′ 21″ N, 86° 32′ 39″ W | Shelbyville                 | Im Italianate-Stil errichtetes Wohnhaus                                                                     |
| 4     | Henry A. Clark House                            |                                                 | 1985 ID-Nr. 85001899 | Fairfield Road 35° 32′ 32″ N, 86° 19′ 44″ W | Wartrace                    | 1902 im neugotischen Stil errichtetes Wohnhaus                                                              |
| 5     | Gov. Prentice Cooper House                      | Gov. Prentice Cooper House                      | 1975 ID-Nr. 75001729 | 413 East Lane Street 35° 29′ 6″ N, 86° 27′ 12″ W | Shelbyville                 | 1904 im spätviktorianischen Stil errichtetes Wohnhaus von Prentice Cooper, dem 43. Gouverneur von Tennessee |
| 6     | Spencer Eakin Farm                              |                                                 | 1993 ID-Nr. 93000564 | 201 Nashville Dirt Road 35° 30′ 32″ N, 86° 28′ 16″ W | Shelbyville                 | 1903 im Queen-Anne-Stil errichtetes Farmhaus                                                                |
| 7     | East Shelbyville Historic District              |                                                 | 1990 ID-Nr. 90000594 | Abgegrenzt durch North Brittian Street, die Gleise der früheren Louisville and Nashville Railroad, Lane Street, Evans Street, Sandusky Street und Madison Street 35° 29′ 10″ N, 86° 27′ 16″ W          | Shelbyville                 | 104 in verschiedenen Baustilen errichtete Gebäude aus dem späten 19. und frühen 20. Jahrhundert             |
| 8     | Winston Evans House                             | Winston Evans House                             | 1989 ID-Nr. 89002026 | 306 East Franklin Street 35° 29′ 8″ N, 86° 27′ 23″ W | Shelbyville                 | Im Jahr 1900 im neoklassizistischen Stil errichtetes Wohnhaus                                               |
| 9     | Farrar Homeplace                                |                                                 | 1990 ID-Nr. 90001657 | 170 Ike Farrar Road 35° 21′ 37″ N, 86° 23′ 24″ W | Shelbyville                 | 1848 im Stil des Greek Revival errichtetes Wohnhaus                                                         |
| 10    | First Presbyterian Church                       | First Presbyterian Church                       | 1980 ID-Nr. 80003780 | 600 North Brittain Street 35° 29′ 10″ N, 86° 27′ 29″ W | Shelbyville                 | 1854 im Stil des Greek Revival errichtete Kirche                                                            |
| 11    | Fly Manufacturing Company Building              | Fly Manufacturing Company Building              | 1996 ID-Nr. 96000226 | 204 South Main Street 35° 28′ 53″ N, 86° 27′ 42″ W | Shelbyville                 | 1927 errichtetes Fabrikgebäude; heute Kunst- und Kulturzentrum                                              |
| 12    | Frierson-Coble House                            | Frierson-Coble House                            | 1982 ID-Nr. 82003951 | 404 North Jefferson Street 35° 29′ 6″ N, 86° 27′ 27″ W | Shelbyville                 | 1835 im neugotischen Stil errichtetes Gebäude                                                               |
| 13    | James Gilliland House                           | James Gilliland House                           | 1975 ID-Nr. 75001730 | 803 Lipscomb Street 35° 29′ 38″ N, 86° 27′ 38″ W | Shelbyville                 | 1898 errichtetes Wohnhaus                                                                                   |
| 14    | Grassland Farm                                  | Grassland Farm                                  | 1975 ID-Nr. 75001731 | Snell Road 35° 24′ 16″ N, 86° 30′ 43″ W | südwestlich von Shelbyville | |
| 15    | Heidt Tavern-Singleton House                    |                                                 | 1991 ID-Nr. 91000823 | 115 Dr. Jackson Road 35° 33′ 58″ N, 86° 16′ 55″ W | Wartrace                    | 1790 errichtetes Gasthaus                                                                                   |
| 16    | Jenkins Lutheran Chapel and Cemetery            | Jenkins Lutheran Chapel and Cemetery            | 1997 ID-Nr. 97001231 | 364 Shofner Bridge Road 35° 27′ 47″ N, 86° 22′ 49″ W | Shelbyville                 | Friedhof und 1886 errichtete Kirche                                                                         |
| 17    | Absalom Lowe Landis House                       | Absalom Lowe Landis House                       | 1987 ID-Nr. 87001034 | Thompson's Creek Road 35° 26′ 51″ N, 86° 19′ 25″ W | Normandy                    | 1866 im Italianate-Stil errichtetes Wohnhaus                                                                |
| 18    | Maple Dean Farm                                 |                                                 | 1995 ID-Nr. 95000269 | 400 New Herman Road 35° 22′ 30″ N, 86° 25′ 48″ W | Shelbyville                 | 1886 angelegte Farm                                                                                         |
| 19    | Martin House                                    | Martin House                                    | 1972 ID-Nr. 72001227 | Abseits der TN 64 35° 35′ 52″ N, 86° 15′ 40″ W | nordöstlich von Wartrace    | 1909 errichtetes Wohnhaus                                                                                   |
| 20    | Normandy Historic District                      |                                                 | 1985 ID-Nr. 85002786 | Abgegrenzt durch Maple Street, Poplar Street, Tullahoma Road, College Street und Old Manchester Road 35° 27′ 6″ N, 86° 15′ 34″ W                                                                       | Normandy                    | 44 am Ende des 19. Jahrhunderts im Italianate-Stil errichtete Gebäude                                       |
| 21    | Palmetto Farm                                   |                                                 | 1985 ID-Nr. 85000675 | TN 64 35° 29′ 28″ N, 86° 39′ 49″ W | westlich von Shelbyville    | 1847 im Stil des Greek Revival errichtetes Farmhaus                                                         |
| 22    | Raus School                                     |                                                 | 2012 ID-Nr. 12000966 | 125 Smith Chapel Road 35° 23′ 38,3″ N, 86° 19′ 51,2″ W | Raus                        | |
| 23    | River Side Farmhouse                            | River Side Farmhouse                            | 1997 ID-Nr. 97001501 | 497 Shofner Road 35° 26′ 58″ N, 86° 22′ 53″ W | Shelbyville                 | 1890 im Queen-Anne-Stil errichtetes Farmhaus                                                                |
| 24    | Shelbyville Courthouse Square Historic District | Shelbyville Courthouse Square Historic District | 1982 ID-Nr. 82001725 | Public Square (Main Street, Spring Street, Depot Street und Holland Street) 35° 28′ 57″ N, 86° 27′ 37″ W                                                                                               | Shelbyville                 | Platz um das 1935 im neoklassizistischen Stil errichtete Justiz- und Verwaltungsgebäude des Bedford County  |
| 25    | Shelbyville Hydroelectric Station               |                                                 | 1990 ID-Nr. 89002354 | TN 231 am Duck River 35° 29′ 8″ N, 86° 28′ 1″ W | Shelbyville                 | 1924 errichtetes Wasserkraftwerk                                                                            |
| 26    | Shelbyville Railroad Station                    | Shelbyville Railroad Station                    | 1988 ID-Nr. 88000265 | Depot Street 35° 28′ 55″ N, 86° 27′ 24″ W | Shelbyville                 | 1906 errichtetes Bahnhofsgebäude                                                                            |
| 27    | Shofners' Lutheran Church and Cemetery          |                                                 | 1998 ID-Nr. 97001232 | US 41, rund 3 km westlich der Kreuzung mit der TN 130 35° 26′ 48″ N, 86° 19′ 46″ W | Shelbyville                 | Friedhof und 1876 errichtetes Kirchengebäude                                                                |
| 28    | John Green Sims House                           |                                                 | 1987 ID-Nr. 87001937 | Normandy Road 35° 31′ 20″ N, 86° 19′ 17″ W | Wartrace                    | 1884 im Queen-Anne-Stil errichtetes Wohnhaus                                                                |
| 29    | Valley Home                                     |                                                 | 1989 ID-Nr. 89001956 | Potts Road 35° 31′ 49″ N, 86° 18′ 47″ W | östlich von Wartrace        | Im Jahr 1835 im Stil des Greek Revival errichtetes Wohnhaus; 1908 und 1910 umgebaut                         |
| 30    | Walking Horse Hotel                             | Walking Horse Hotel                             | 1984 ID-Nr. 84003262 | Spring Street 35° 31′ 38″ N, 86° 20′ 4″ W | Wartrace                    | 1917 errichtetes Hotel mit Pferdemietstall                                                                  |
| 31    | Wartrace Historic District                      | Wartrace Historic District                      | 1991 ID-Nr. 91000914 | Spring Street zwischen Coffey Street und Main Street, Vine Street zwischen Broad Street und McKinley Street sowie Knob Creek Road zwischen Main Street und McKinley Street 35° 31′ 39″ N, 86° 20′ 1″ W | Wartrace                    | 133 Gebäude aus der ersten Hälfte des 20. Jahrhunderts                                                      |

## Frühere Einträge
| [ 2 ] | Name                     | Bild | Eintragsdatum        | Lage                                              | Ort         | Beschreibung                             |
| ----- | ------------------------ | ---- | -------------------- | ------------------------------------------------- | ----------- | ---------------------------------------- |
| 1     | Bivvins House            |      | 1979 ID-Nr. 79002413 | Abseits des US 41 35° 30′ 6,8″ N, 86° 28′ 18,1″ W | Shelbyville | Im Jahr 2009 aus dem Register gestrichen |
| 2     | Webb School, Junior Room |      | 1973 ID-Nr. 73001751 | Webb Road 35° 35′ 18,7″ N, 86° 20′ 52″ W          | Bell Buckle | Im Jahr 1987 aus dem Register gestrichen |